# Tony Musante
Anthony Peter Musante Jr. (beter bekend als Tony Musante) (30 juni 1936 - 26 november 2013) was een Amerikaanse acteur, vooral bekend van de tv-serie Toma.

## Levensloop
Musante werd geboren in Bridgeport, Connecticut, in een Italiaans-Amerikaans gezin, de zoon van Natalie Anne (nee Salerno), een leraar op school, en Anthony Peter Musante, een accountant. Hij ging naar het Oberlin College en de Northwestern University.
Musante trad op in vele speelfilms, in de Verenigde Staten en elders, waaronder Italië. Onder zijn oeuvre bevinden zich de televisieserie Toma (voorganger van Baretta) uit 1973 en de soap As the World Turns en het Broadway-toneelstuk 1975, P.S. Your Cat Is Dead!, waarvoor hij werd genomineerd voor een Drama Desk Award.

## Filmografie
- The Incident (1967)
- Il Mercenario (1968)
- Metti, una Sera a Cena (1969)
- The Bird with the Crystal Plumage (1970)
- Anonimo veneziano (1970)
- The Last Run (1971)
- The Grissom Gang (1971)
- Il Caso Pisciotta (1972)
- Toma (1973-1974) (tv-serie)
- Judgment: The Court Martial of Lieutenant William Calley (1975) (tv-film)
- Goodbye & Amen (1977)
- Eutanasia di un Amore (1978)
- High Ice (1980)
- Notturno (1983)
- The Pope of Greenwich Village (1984)
- La Gabbia (1985)
- Il Pentito (1985)
- The Deep End of the Ocean (1999)
- As the World Turns (2000-2003) (tv-serie)

- Bibsys: 6012847
- Biblioteca Nacional de España: XX1228244
- Bibliothèque nationale de France: cb13940910r (data)
- Gemeinsame Normdatei: 140977929
- International Standard Name Identifier: 0000 0000 7824 230X
- Library of Congress Control Number: n85199108
- SNAC: w6b70k62
- Système universitaire de documentation: 061439657
- Virtual International Authority File: 120238604
- WorldCat: E39PBJjdjv3FM9PgTQ3MDVFBT3